# Episparis homoeosema
Episparis homoeosema är en fjärilsart som beskrevs av George Francis Hampson 1926. Episparis homoeosema ingår i släktet Episparis och familjen nattflyn. Inga underarter finns listade i Catalogue of Life.